# Реж
Реж (на руски: Реж) е град в Свердловска област, Русия. Населението на града към 1 януари 2018 година е 37 152 души.

## История
Селището е основано през 1773 година, през 1943 година получава статут на град.